# Agrioglypta deliciosa
Agrioglypta deliciosa là một loài bướm đêm trong họ Crambidae.